# Prawo Dulonga-Petita
Prawo Dulonga-Petita – empiryczne prawo dotyczące ciepeł molowych pierwiastków chemicznych, które głosi że:
pierwiastki w stanie stałym wykazują molową pojemność cieplną równą ok. 26 J/(mol·K).
Wielkość ta odpowiada w przybliżeniu trzykrotnej stałej gazowej.
Prawo sformułowali w roku w 1819 Pierre Louis Dulong i Alexis Thérèse Petit.
W warunkach normalnych zgadza się to w pewnym przybliżeniu z wartością wyznaczoną eksperymentalnie dla większości pierwiastków chemicznych znanych w czasie formułowania tego prawa.
Od powyższej reguły znacznie odbiegają przede wszystkim pierwiastki lekkie, np. wodór (10 J·mol−1·K−1), bor (11 J·mol−1·K−1) i węgiel (7,5 J·mol−1·K−1). Niezależnie od tego, ciepła atomowe zależą od temperatury – w niskich temperaturach molowe ciepło atomowe zbliża się asymptotycznie do zera.
Teoretyczne wyjaśnienie tego prawa opiera się na zasadach termodynamiki statystycznej i przyjęciu założenia, że atomy w krysztale zachowują się jak klasyczne oscylatory harmoniczne. Ze względu na odchylenia atomów od tego modelu (są oscylatorami kwantowymi), słuszność ustaleń Dulonga-Petita załamuje się dla niskich temperatur oraz dla pierwiastków, które tworzą kryształy z nierównocennymi wiązaniami chemicznymi – np. grafit.
Pierwsze teoretyczne wyjaśnienie podał Albert Einstein w latach 1905–1907, opierając się na teorii kwantowej Maxa Plancka. W 1912 roku Peter Debye rozwinął tę koncepcję, uwzględniając trzy stopnie swobody drgań atomów w ciele stałym. Dowolne ciało stałe przedstawia środowisko drgających atomów, wypełnione mnóstwem fal stojących o różnej długości, czyli o różnej częstotliwości.
Amplituda tych drgań jest wprawdzie bardzo niewielka, ale zakres częstotliwości bardzo obszerny. Obejmuje on głównie dwa pasy: częstotliwości niskie (dźwiękowe i ultradźwiękowe) i częstotliwości wysokie (sięgające do podczerwieni). W roku 1946 teoria Debye’a została skorygowana przez francuskiego fizyka Léona Brillouina, a wkrótce również przez szereg innych fizyków, którzy zaczęli uwzględniać w widmie drgań tzw. efekty anharmoniczne. Dzięki tym efektom widmo drgań rozszerza się bardzo wybitnie, głównie w kierunku fal długich, zatem częstotliwości radiowych.